# Earth Song
"Earth Song" er en hit-single fra 1995 af Michael Jackson fra hans HIStory-album. Nummeret var nummer 1 på adskillige hitlister, bl.a. på den britiske. Earth song var et kæmpehit i Europa og Asien, og betragtes i dag som et af hans største hits. 

## Baggrund
"Earth Song" omhandler menneskets dårlige behandling af jordkloden. Den omhandler emner som dyremishandling, forurering og ødelæggelse af regnskovene. Sangen er en af Jacksons mest politiske. 

## Musikvideo
Musikvideoen til "Earth Song" viser en ødelagt jord, fældede regnskove, døde elefanter og en nedbrændt afrikansk landsby. En bedrøvet Michael Jackson bevæger sig igennem denne destruktion, men falder til jorden for at tilkalde naturens kræfter, og mirakuløst kommer elefanterne tilbage til liv, branden stopper, regnskoven genopstår og naturen vinder igen over mennesket.